# Rundu
Rundu è una città dell'estremo nord della Namibia e conta con i sobborghi circa 58 000 abitanti. È il capoluogo della regione di Kavango.
Posizionata sulla riva sud del fiume Okavango, al confine con l'Angola, dispone di un ospedale e di un aeroporto.
La risorsa principale della città è l'allevamento dei bovini.

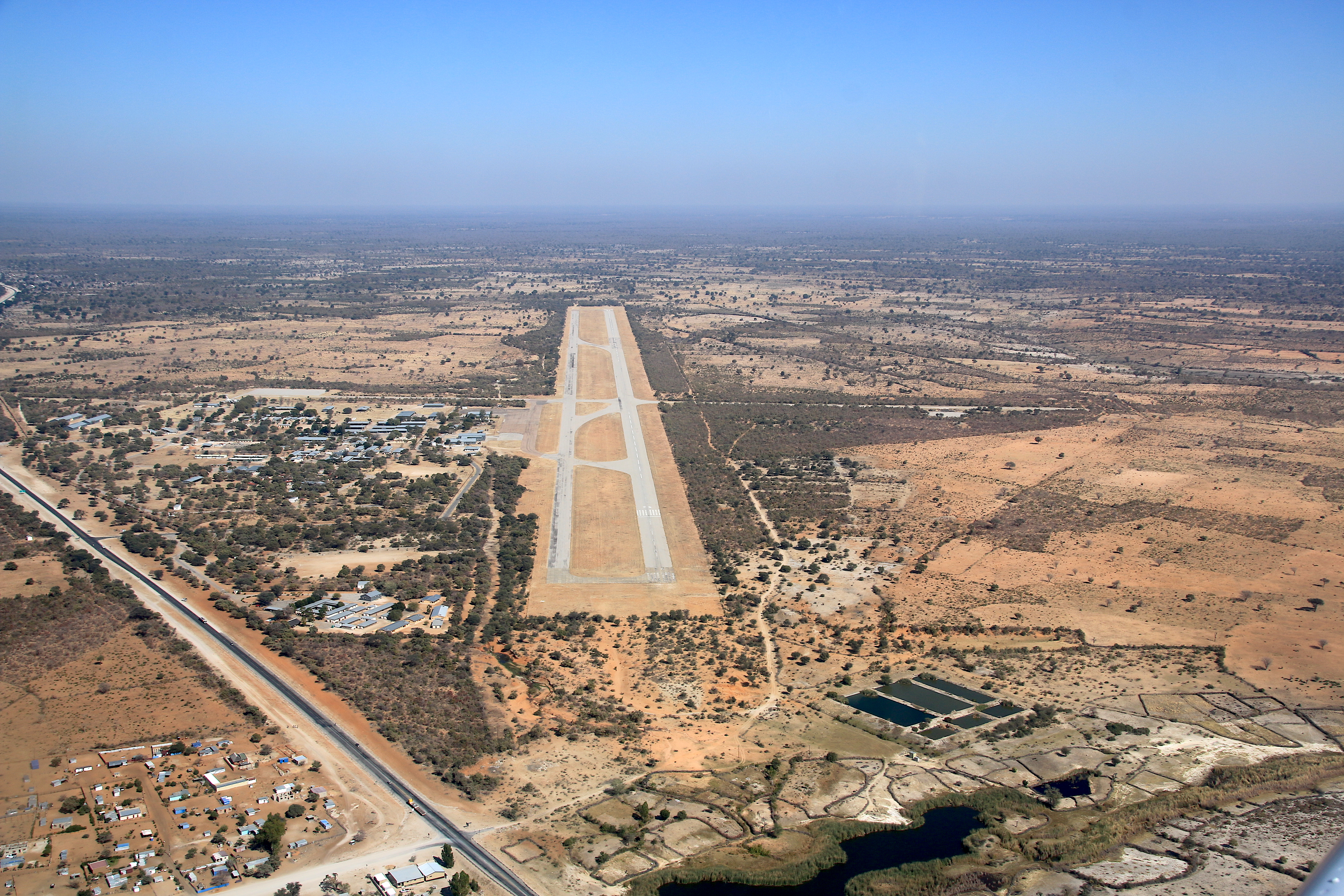
Aeroporto di Rundu